# Miracol (film)
Miracol este un film dramatic românesc din 2021. Este al doilea film din trilogia regizată de Bogdan George Apetri, centrată pe o serie întâmplări ficționale ce au loc în orașul său natal, Piatra Neamț. Rolurile principale au fost interpretate de actorii Ioana Bugarin și Emanuel Pârvu.

## Rezumat
Împărțit în două capitole, filmul o urmărește pe tânăra călugăriță novice Cristina Tofan în timp ce se strecoară afară dintr-o mănăstire izolată, pentru a merge la spitalul din orașul vecin. Nereușind să-și rezolve problemele și să-l găsească pe bărbatul pe care îl caută, pe drumul de întoarcere întâlnește o soartă neașteptată. A doua parte a filmului îl are în centru pe Marius Preda, inspectorul de poliție plecat pe urmele ei. Marius reface călătoria Cristinei, pas cu pas - într-o structură perfect oglindită. Investigația detectivului aduce la lumină indicii și confesiuni care conduc nu numai înspre adevărul greu de înțeles din spatele acțiunilor Cristinei, ci și la un posibil miracol.

## Distribuție
- Ioana Bugarin în rolul Cristina Tofan.
- Emanuel Pârvu în rolul Marius Preda.
- Marian Râlea în rolul dr. Mihăescu.
- Ana Ularu în rolul Dr. Natalia Marcu.
- Vasile Muraru în rolul Comisar șef.
- Mircea Postelnicu în rolul Radu Amzea.

## Lansare
Filmul și-a început parcursul festivalier la Festivalul Internațional de Film de la Veneția (2021) în secțiunea competitivă Orizzonti. În cinematografele din România, filmul a intrat pe 2 februarie 2022.

## Premii
Miracol a câștigat Premiul Zilelor Filmului Românesc pentru cel mai bun lungmetraj la TIFF 2022, Marele Premiu la Festivalul Internațional de Film de la Varșovia 2021, Premiul criticii la CinEast Luxembourg 2021, Premiul Don Quixote la Tromsø IFF Norvegia 2022 și Premiul pentru Cel mai bun film la Tertio Millenio Film Fest 2021. A primit nouă nominalizări la premiile Gopo.

## Recepție critică
A fost inclus de prestigioasa publicație Variety în topul celor mai bune 20 de filme lansate la festivalurile toamnei 2021, alături de Dune (r. Denis Villeneuve), Parallel Mothers (r. Pedro Almodóvar) sau The Power of the Dog (r. Jane Campion). The New York Times l-a caracterizat ca fiind o „Investigație spirituală ce se dezvăluie cu dexteritate și suspans.” „Un thriller românesc puternic și captivant” (Telerama), Miracol este descris ca un „labirint nebun fără nicio ieșire, dar în care umanitatea se dezvăluie visceral, cu o fervoare și o asprime nemaivăzute” (Liberation), un film „dens, puternic, imprevizibil, minunat!” (CAUSETTE), „formidabil” (L’OBS), cu „un simț aparte al povestirii și prestații actoricești admirabile” (Cinema Teaser), care „intrigă de la primele imagini și este realizat cu elegantă măiestrie” (La Croix), fiind „montat cu inspirație constantă, care atrage privitorul într-o atmosferă misterioasă” (Les Echos) și „la fel de remarcabil pus în scenă, pe cât este și interpretat” - Le Parisien. „Bogdan George Apetri se joacă cu straturile narațiunii pentru a sonda întunericul”, notează LA 7eme Obsession, iar „Cu filme de acest calibru, Cinematografia românească are un viitor strălucit în față”, scrie Sofilm.